# Pistosaurus
Pistosaurus is een monotypisch geslacht van uitgestorven aquatische reptielen. De enige soort Pistosaurus longaevus leefde in het Trias.
Pistosaurus werd in 1839 benoemd door Christian Erich Hermann von Meyer. De geslachtsnaam betekent 'ware sauriër' en was bedoeld om een tegenstelling te maken met Nothosaurus, de 'bastaardsauriër'. Pistos kan echter ook 'drinkbaar' betekenen en het kan zijn dat Von Meyer met deze dubbele betekenis een toespeling wilde maken op de flessenvorm van de schedel. Ten onrechte geven veel moderne bronnen de vertaling 'vloeibaar', als een vermeende verwijzing naar de aquatische levenswijze.
Pistosaurus had vinnen en kon circa drie meter lang worden. Voorheen werd Pistosaurus geclassificeerd als een late vertegenwoordiger van de Nothosauria, de veronderstelde vooroudergroep van de Plesiosauria, op grond van de vorm van het lichaam. Men denkt nu dat Pistosaurus een zusterclade van de Plesiosauria vormt binnen de Pistosauria; zijn lange nek en zwempoten zijn, evenals de stijve wervelkolom, synapomorfieën die hij met de Plesiosauria gemeen had.